# Гватемальська партія праці
Гватемальська лейбористська партія (ГПП, Partido Guatemalteco del Trabajo) — заснована в місті Гватемала 28 вересня 1949 року під назвою Комуністична партія Гватемали.

## Історія
На другому з'їзді (1952) було прийнято програму і статут партії, перейменовано її на ГПП. Спадкоємиця Компартії Гватемали (1922—32). З 1954 року, після реакційного перевороту в країні, оголошена поза законом, діє в підпіллі. Третій з'їзд ГПП (1960) прийняв «Політичну платформу», в якій висунув завдання боротьби проти реакційного режиму, за створення демократичного революційного уряду. ГПП проводить принципову лінію на досягнення єдності з усіма революційними організаціями країни, що борються проти профашистської хунти. Четвертий з'їзд ГПП (1969) схвалив новий статут і програму партії, яка визначає завдання гватемальської революції як аграрної, антиімперіалістичної, національної, в перспективі спрямованої на побудову соціалістичного суспільства. У статуті визначено роль партії як керівника революційної боротьби гватемальського народу. ГПП зазнає жорстоких переслідувань. У 1972 і 1974 роках були заарештовані і звербувані генеральний секретар Центрального Комітету ГПП Беніто Альварадо Монсон і Увальдо Альварадо Арельяно, які були жорстоко вбиті. ГПП брала участь у роботі міжнародних нарад комуністичних і робітничих партій у 1957, 1960, 1969 роках. Друкований орган партії — газета «Вердад» (українська назва — «Правда»).